# Yishan
Yishan (manchú:  I Šan; 13 de junio de 1790 – 30 de junio de 1878), de nombre de cortesía Jingxuan, fue un noble y funcionario manchú durante la dinastía Qing. Es conocido por su fracaso en la defensa de Cantón de las tropas británicas durante la primera guerra del Opio (1839-1842), y por ser el signatario de los tratados de Kuljia y de Aigun con el Imperio ruso en 1851 y 1858 respectivamente. 

## Biografía
Yishan pertenecía al clan Aisin Gioro, el clan manchú de la familia imperial china durante la dinastía Qing. Nació a finales del reinado del emperador Qianlong, y era tataranieto de Yunti, el decimocuarto hijo del emperador Kangxi. Era el heredero al título de Príncipe Xun. Su bisabuelo, Hongchun (弘春; 1703–1739), había ostentado el título de junwang (príncipe de segundo rango) como "Prince Tai del Segundo Rango" (多羅泰郡王). Su familia pertenecía al estandarte azul bordeado bajo el sistema de las ocho banderas.  
En 1821, una vez Daoguang accedió al trono, Yishan, por entonces un noble de cuarto rango, fue reclutado para servir como guardia imperial de tercera clase (三等 侍衛) en la Ciudad Prohibida. Entre 1821 y 1838, ocupó los siguientes cargos: lingdui dachen (領隊 大臣) de Da'erbahatai (塔爾巴哈 台; una región administrativa en la actual Xinjiang); dutong (都 com; subcomandante) de las Fuerzas Han de la Bandera Azul; canzan dachen (參贊大臣) de Ili (伊犁; un área dentro de Xinjiang). En 1838, fue nombrado gobernador de Ili para gobernar y mantener la seguridad en el área conocida como Zungaria. Fue llamado de vuelta a la capital, Beijing, dos años después.
En 1841, al estallar la primera guerra del Opio, el Emperador Daoguang destituyó a Qishan de su puesto de Comisario Imperial que supervisaba los asuntos militares en la provincia de Cantón, y nombró a Yishan "General Jingni" (靖 逆 to) para reemplazar a Qishan. Yishan desconfiaba de la población local de la provincia de Cantón y reforzó las defensas contra ellos en lugar de contra los británicos. Reclutó a nuevos reclutas sin experiencia de la provincia de Fujian para servir en el ejército de Qing en lugar de soldados experimentados. Además, pasaba su tiempo de fiesta con los oficiales. El 21 de mayo de 1841, Yishan ordenó a sus tropas que lanzaran un ataque furtivo contra los británicos por la noche, pero el ataque fracasó. Los británicos capturaron todas las posiciones de artillería fuera de la ciudad de Cantón. Las fuerzas Qing se retiraron a la ciudad y no se atrevieron a enfrentarse a los británicos. El caos estalló en Cantón cuando las milicias voluntarias de Nanhai y Hunan comenzaron a pelearse por los suministros. El 26 de mayo, Yishan se rindió a los británicos y firmó un armisticio conocido como el Tratado de Cantón con Charles Elliot, que obligaba a China a reabrir el comercio de Cantón, abastecer a las tropas británicas, y entregar todas sus armas y fortificaciones a los británicos. Durante su estancia en Cantón, Yishan envió repetidamente memoriales falseados y llenos de mentiras al emperador Daoguang, haciendo parecer que las fuerzas Qing eran más fuertes que las británicas. Luego de su rendición ante los británicos, envió al emperador un memorial en el que afirmaba que los británicos se habían rendido y que el armisticio era el instrumento de su rendición; la reapertura del comercio era, según Yishan, una gesto de buena voluntad.
Las mentiras de Yishan fueron pronto destapadas. Fue destituido, y a finales de 1842 arrestado por el Tribunal del Clan Imperial en espera de juicio por no haber defendido Cantón. Sin embargo, fue liberado a mediados de 1843 y ascendido a guardia imperial de segunda clase (二等 侍衛) y banshi dachen (辦事 大臣; gobernador) de Khotan (un área de Sinkiang). En 1845, fue nombrado de nuevo Gobernador de Ili. En 1847, se le otorgó el rango de zhenguo jiangjun de primera clase, el cuarto nivel más bajo en la jerarquía de rangos nobiliarios de la dinastía Qing.
A mediados de 1851, el enviado ruso Iván Zajárov inició en Ili negociaciones con Yishan y con Buyantai (布彥 泰) para abrir Kulja y Chuguchak al comercio sino-ruso. Los rusos querían que el nuevo tratado se basara en el anterior Tratado de Kiajta (1727). Yishan aceptó casi todos los términos rusos, excepto el de permitir el comercio en Kasgar. El 6 de agosto de 1851, los imperios ruso y Qing firmaron el Tratado de Kulja. En 1855, Yishan fue reasignado para servir como Gobernador de Heilongjiang (黑龍江 將軍).
Durante la segunda guerra del Opio (1857-1860), Nikolái Muraviov-Amurski hizo aberturas a Yishan, ofreciendo proporcionar ayuda rusa al Imperio Qing contra los británicos y franceses, a cambio de redefinir la frontera entre China y Rusia a lo largo de los ríos Amur y Ussuri. Los rusos también demostraron su poder militar disparando proyectiles de artillería a lo largo del río Amur. Yishan estaba aterrorizado, pero no quería tomar represalias por temor a comenzar otra guerra. En mayo de 1858, los imperios ruso y Qing firmaron el Tratado de Aigun, que transfirió las tierras entre la cordillera de Stanovoy y el río Amur al Imperio ruso. En 1860, los rusos intervinieron en la Convención de Pekín (que puso fin a la segunda guerra del Opio) y obligaron al Imperio Qing a ceder aún más territorios al este del río Ussuri, incluido Sajalín. El emperador Xianfeng estaba enfurecido por las pérdidas territoriales de los rusos, por lo que cesó a Yishan de su cargo como gobernador de Heilongjiang a pesar de los intentos de este último de explicarse. Yishan regresó a Beijing para esperar nuevas órdenes, pero pronto volvió a estar en servicio.
Yishan falleció en Pekín en 1878 tras una breve enfermedad. Tuvo al menos dos hijos, incluyendo su segundo hijo Zaizhuo (載鷟).